# Červenomlýnský potok
Červenomlýnský potok je název horní části Mratínského potoka mezi pramenem v Ďáblicích a soutokem s Třeboradickým potokem v Mírovicích. Na území Prahy protéká katastry Ďáblice, Čakovice a Miškovice. Délka jeho toku je přibližně 5 km. Potok spravuje Povodí Labe, státní podnik.

## Průběh toku
Potok vzniká z několik pramenů, které se stékají na zahradě v severní části Ďáblic a o něž se stará obec. Ještě na této zahradě napájí potok dvě nádrže přírodního charakteru, které slouží ptákům a savcům. Dále pokračuje východním směrem uměle zahloubeným a velmi úzkým korytem. Za zahrádkářskou kolonií se ještě do roku 1938 široce rozléval a vytvářel podmáčené území plné života; toto připomíná pojmenování místní ulice Na Blatech. V okolí nákupního centra a Čakovického cukrovaru je koryto většinou vybetonované, velmi zahloubené a těžko přístupné.
V Čakovicích napájí potok soustavu Čakovického a Zámeckého rybníka v zámeckém parku a poté teče alejí starých topolů bílých. Zde nabývá přírodního charakteru a vytváří stanoviště vhodné pro různé druhy organismů. Za hranicí Prahy má již široké nevybetonované koryto a může tak dojít k jeho rozlití.

## Mlýny
Mlýny jsou seřazeny po směru toku potoka.
- Červený mlýn - Ďáblice, U Červeného mlýnku 23
- Bílý mlýn - Čakovice, Bělomlýnská 18, zanikl
- Miškovický mlýn - Miškovice, Polabská 84